# صنوبر كوري
الصنوبر الكوري (الاسم العلمي: Pinus koraiensis)، نوع من أشجار الصنوبرية. موطنه شرق آسيا: كوريا، شمال شرق الصين، منغوليا، الغابات المطيرة المعتدلة في الشرق الأقصى الروسي، وفي وسط وشمال اليابان.

## معرض صور

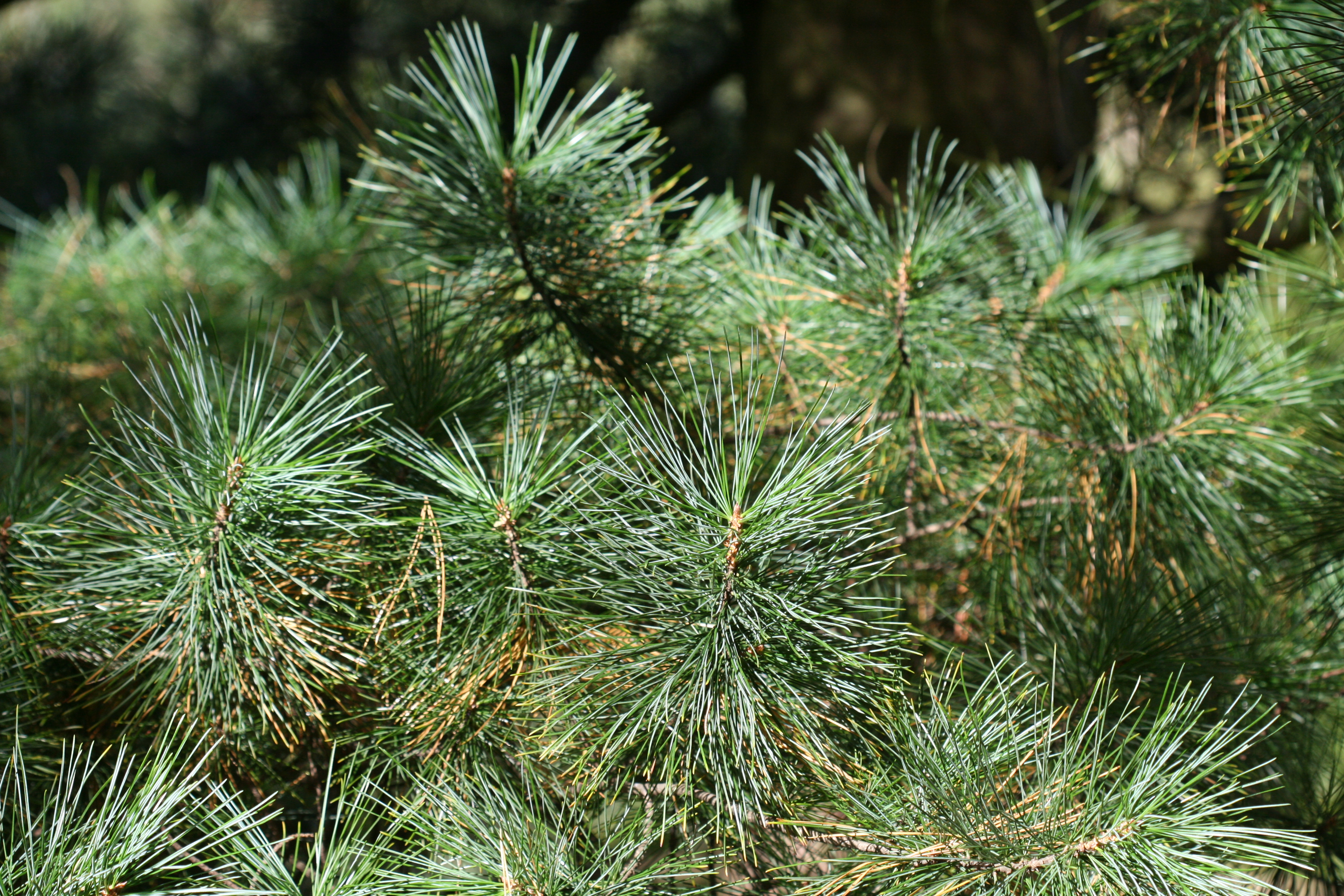
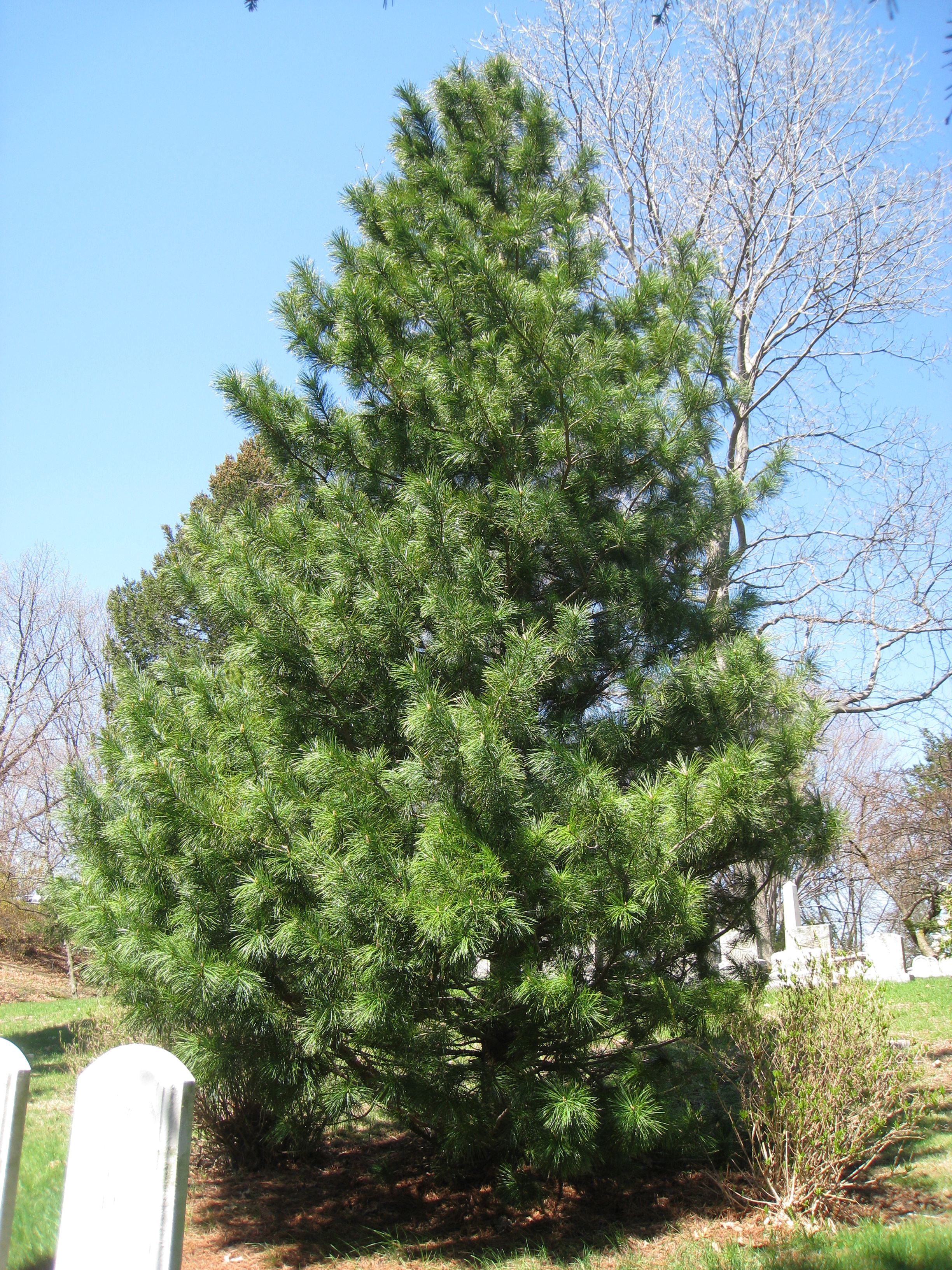
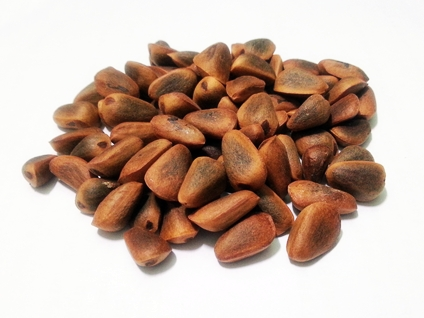
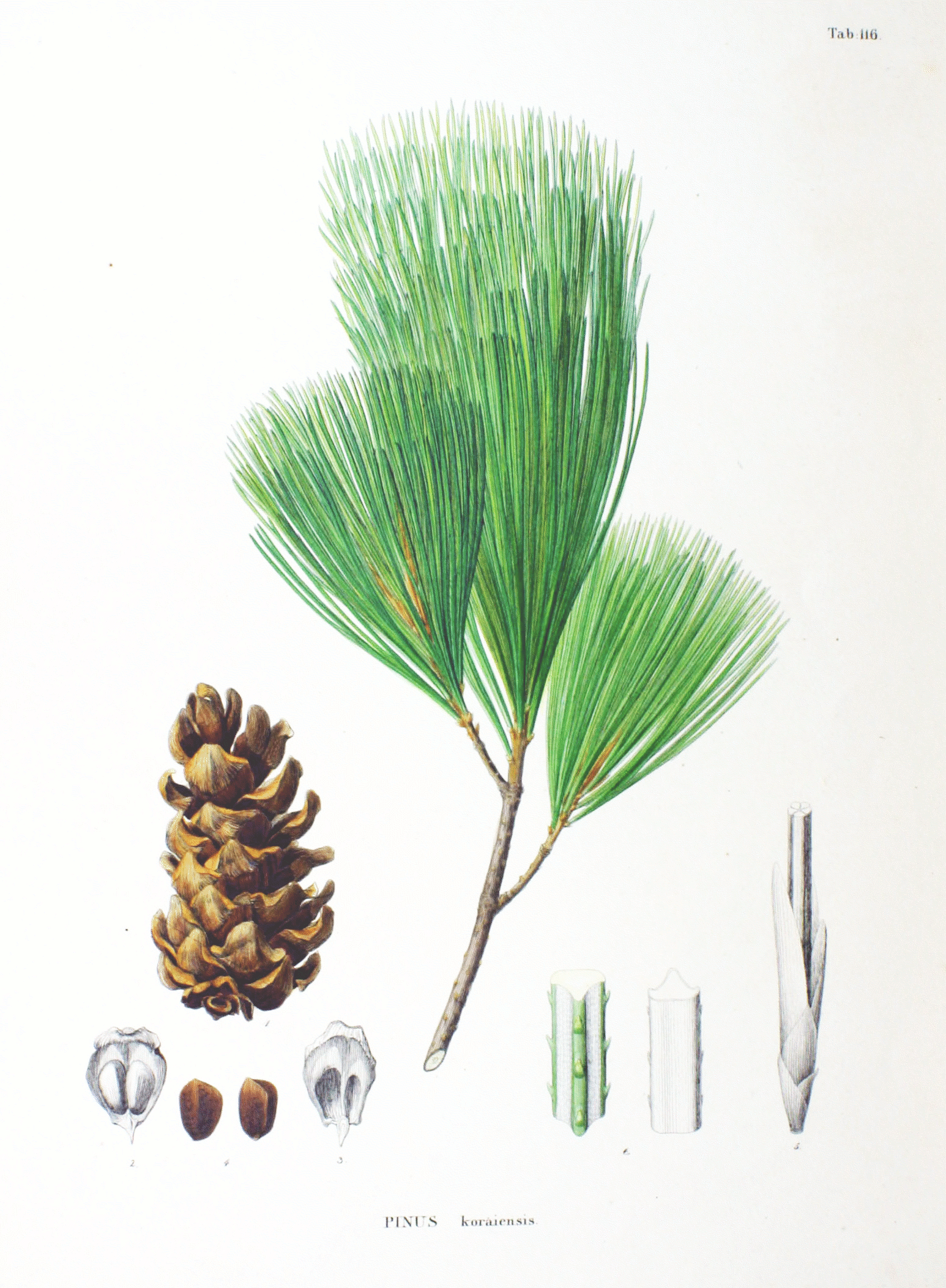